# Manvydas
Manvydas (auch: Mantvydas, polnisch: Monwid; * um 1288; † wahrscheinlich am 2. Februar 1348) war der Überlieferung nach der älteste Sohn des litauischen Großfürsten Gediminas († 1341) und der Stammvater des nach ihm benannten Adelsgeschlechts der Manvydai. Über sein Leben sind kaum gesicherte Fakten bekannt, sicher scheint aber, dass er nach dem Tod seines Vaters Kernavė und Slonim erbte. Er fiel wahrscheinlich zusammen mit seinem Bruder Narimantas in der Schlacht an der Strėva, die mit einer schweren litauischen Niederlage gegen das Heer des Deutschen Ordens endete.